# Skoll Foundation
De Skoll Foundation is een non-profitorganisatie, gevestigd in Palo Alto, Californië, gericht op het stimuleren van sociaal ondernemerschap. Ze is in 1999 opgericht door Jeff Skoll, nadat deze als eerste werknemer en directeur van eBay bij de beursgang van dat bedrijf in 1998, miljardair was geworden. De stichting wordt sinds 2001 geleid door Sally Osberg en heeft (in 2012) sinds 1999 in totaal 342 miljoen dollar geschonken aan 91 sociaal ondernemers en 74 organisaties op vijf continenten.

## Doel van de stichting
De Skoll Foundation is opgericht met als doel 
"het aanjagen van grootschalige verandering door het investeren in, het verbinden en in de schijnwerpers plaatsen van sociaal ondernemers en de vernieuwers die hen helpen bij het oplossen van 's werelds meest nijpende problemen".
De stichting richt zich niet alleen op sociaal ondernemers zelf, maar ook op het versterken van het "ecosysteem" waarbinnen deze ondernemers opereren. Men probeert investeringen te doen op momenten dat het desbetreffende "ecosysteem" rijp is voor bepaalde veranderingen.

## Samenwerking
De Skoll Foundation werkt op verschillende gebieden samen met organisaties die soortgelijk gericht zijn en zodoende aanvullend/versterkend werken. Zo werkt zij bijvoorbeeld samen met het Sundance Institute op cultureel gebied; met AVINA Amazon Partnership in de strijd tegen ontbossing in het Amazonegebied in 9 landen; en met Saïd Business School, onderdeel van de universiteit van Oxford. Met deze laatste heeft de Skoll Foundation in 2003 The Skoll Centre for Social Entrepreneurship opgericht, het eerste universitaire centrum aan een vooraanstaande business school dat zich specifiek richt op sociaal ondernemerschap.

## Skoll Award for Social Entrepreneurship
Naast de schenkingen die de stichting doet, is het voornaamste middel dat zij inzet het jaarlijks uitreiken van de Skoll Awards for Social Entrepreneurship op het Skoll World Forum. Van de honderden aanvragen die jaarlijks gedaan worden, ontvangen maximaal 10 organisaties de prijs. Organisaties die in aanmerking komen hebben een aanpak die in de praktijk bewezen is, ze werken aantoonbaar samen met anderen in stabiele relaties en zijn zodanig gepositioneerd dat hun aanpak rijp is voor opschaling. Daarbij worden ze geleid door een "visionaire, effectieve sociaal ondernemer" die als boegbeeld van de organisatie dient.
Men richt zich voornamelijk op de volgende gebieden:
- Ontbossing[7]
- Onderwijs en economische kansen[8]
- Effectieve ontwikkeling - initiatieven gericht op het effectief, transparant, milieuvriendelijk en verantwoordbaar aanwenden van ontwikkelingsgelden.[9]
- Toegang tot gezondheidszorg / bieden van behandelingen[10]
- Productiviteit van kleine boeren / voedselzekerheid.[11]
- Stabilisatie - initiatieven gericht op het vergroten van transparantie, mobiliteit van burgers, functionerende markten en verantwoordelijkheid van overheden.[12]
- Duurzame markten - het stimuleren van ondernemen/bedrijfsvoering met het oog op de lange termijn, inclusief het nemen van verantwoording voor het uitputten van natuurlijke hulpbronnen/ecosysteemdiensten en het creëren van rechtvaardige arbeidsrelaties.[13]
- Water en sanitaire voorzieningen[14]

In het verleden hebben de volgende organisaties de prijs ooit al eens gewonnen:
| - Afghan Institute of Learning - Aflatoun - Amazon Conservation Team - American Council on Renewable Energy (ACORE) - APOPO - Arzu - Associação Saude Criança - Barefoot College - Benetech - BioRegional Development Group - Campaign for Female Education - Centre for Digital Inclusion - Ceres - CIDA City Schools - Citizen Schools - Ciudad Saludable - Civic Ventures - College Summit - Community and Individual Development Association - Digital Divide Data - Ecopeace - Escuela Nueva Foundation - Fairtrade USA - Forrest trends Association - Free the Children - Friends-International | - Fundación Paraguaya - Gaia Amazonas - Gawad Kalinga Community Development Foundation - Global Footprint Network - GoodWeave - Gram Vikas - Half the Sky Foundation - Health Care Without Harm - Health Leads - Imazon - INJAZ al-Arab - IDE-India - Inst. For Development Studies and Practices (IDSP Pakistan) - Institute for One World Health - International Bridges to Justice - International Center for Transitional Justice - Kashf Foundation - KickStart-International - Kiva - Landesa - Manchester Bidwell Corporation - Marine Stewardship Council - Mothers2Mothers | - New Teacher Center - Nidan - One Acre Fund - Partners in Health - Peace Dividend Trust - Peaceworks Foundation - Population and Community Development Association (PDA) - Pratham - Proximity Designs - Riders for Health - Room to Read - Root Capital (voorheen Ecologic) - Roots of Peace - Search for Common Ground - Sonidos de la Terra - Teach for All - Telapak - Tostan - Verite - VillageReach - Visayan Forum Foundation - VisionSpring - Water for People - Water.org - WITNESS - YouthBuild USA |